# Arraiá da Xuxa (turnê)
"Arraiá da Xuxa" foi a décima primeira turnê da apresentadora e cantora Xuxa Meneghel, baseada em seu segundo álbum temático Arraiá da Xuxa, a turnê que teve apenas 8 shows,juntamente com festas juninas.Ao contrário das turnês anteriores os preços dos ingressos vendidos eram populares.Esta turnê foi temática e paralelamente eram realizadas festas juninas,durante os shows.

## Set list
1. "Quadrilha da Xuxa"
2. "Pot-Pourri:"

- "Capelinha de Melão"
- "Chegou a Hora da Fogueira"
- "Cai Cai Balão"

1. "Festa no Interior"
2. "Asa Branca" (com Dominguinhos)

Interlúdio
1. "Pot-Pourri:"

- "Isso é lá com Santo Antônio"
- "Pedro, Antônio e João"
- "Pula Fogueira"

1. "O Sanfoneiro só Tocava Isso"

Paquitas New Generation
1. "Pot-Pourri:"

- "Sonho de Papel"
- "São João na Roça"
- "São João do Carneirinho"

1. "ABC do Sertão" (cantado por Zé Ramalho)
2. "Sebastiana"
3. "Pot-Pourri:"

- "Ilariê"
- "Tindolelê"
- "Pinel Por Você"
- "Nosso Canto de Paz"
- "Xuxaxé"
- "Tô de Bem Com a Vida"

1. "Libera Geral" (Versão Estendida)

Nota: Apesar de não fazer parte do repertório original, a música "Olha Pro Céu", que é cantada por Elba Ramalho, trechos dela foram executadas em vários shows, na maioria das vezes pedida pela própria Xuxa.

## Cenário
O cenário era bem colorido, as paredes laterais do palco tinham estruturas parecidas com sanfonas coloridas com luzes, na parede central do palco, um grande painel simulando um céu com um balão que se abria no meio. Quando se abria revelava uma igreja de onde Xuxa saía, em volta do balão, um desenho de uma noite de estrelas piscantes, Xuxa entrava e saia pela igreja que se localiza atrás do balão, ao lado da igreja tinha um conjunto de casinhas amarelas e vermelhas e no lado direito da igreja uma lua com o escrito "Arraiá da Xuxa".

## Concerto sinopse

Pôster da turnê Arraiá da Xuxa.

O show começa com faíscas na frente do palco, então a parede com o balão é aberta, e Xuxa, as Paquitas New Generation, o grupo You Can Dance saem da igreja. Xuxa começa a canta "Quadrilha da Xuxa", com Xuxa vestindo uma saia com um enorme laço vermelho, uma blusa branco, um casaco colorindo e um aplique em forma de marias chiquinhas. Xuxa recebe o público e canta o "Pot-Pourri: "Capelinha de Melão" / "Chegou a Hora da Fogueira" / "Cai Cai Balão"". Após o fim, Xuxa faz a gincana com o público, conversa com o público e canta "Festa do Interior", enquanto os dançarinos danças com flores coloridas plástico. Xuxa faz mais uma gincana com o público, após o fim, fala das participações do álbum e canta "Asa Branca" também com a voz de Dominguinhos. Em seguida, Xuxa realiza mais uma gincana e deixa o palco, nesse intervalo são tocadas músicas do álbum ao fundo.
A segunda seção começa com Xuxa saindo da igreja vestida de noiva, enquanto os dançarinos dançam com arcos de flores, então ela  o canta "Pot-Pourri: "Isso é lá com Santo Antônio" / "Pedro, Antônio e João" / "Pula Fogueira"". Xuxa realiza mais uma gincana, e em seguida Xuxa chama um homem nomeado por "Tuinho" para tocar uma musica, conta a história da música e canta "O Sanfoneiro só Tocava Isso". Após o fim, Xuxa faz mais uma gincana, e em seguida chama as Paquitas New Generation para cantarem duas músicas, e deixa o palco.
O terceira seção começa com Xuxa retornando ao palco usando um vestido com a parte de cima da cor preta, e a parte da saia da cor preta e vermelha. Xuxa canta o ""Pot-Pourri: / "Sonho de Papel" / "São João na Roça" / "São João do Carneirinho"", enquanto os dançarinos dançam com um conjunto de laços coloridos. Xuxa conta para o público a história da próxima música, Xuxa e seus dançarinos dançam segurando placas com letras ao som de "ABC do Sertão", que é cantada por Zé Ramalho. Xuxa explica a história da próxima música, e canta "Sebastiana", enquanto ela e seus dançarinos dançam com bonecos de pano. Xuxa agradece a todos os patrocinadores e colaboradores do show, e faz mais uma gincana com o público. Em seguida Xuxa conversa com o público e diz: "Arraiá sem essa música... não pode ser arraiá ne? então vamos lá batendo palmas!", e Xuxa canta um "Pot-Pourri" com as versões curtas de "Ilariê", "Tindolelê", "Pinel Por Você", "Nosso Canto de Paz", "Xuxaxé" e "Tô de Bem Com a Vida". Após o fim, Xuxa pede ao público "liberar geral", e canta uma versão estendida de "Libera Geral", levando o público ao delírio, o painel com o balão é aberto com Xuxa ainda cantando, ela então despede-se do público e sai pela igreja.

## Datas da Turnê
| Data                | Cidade             | País   | Local                   |
| ------------------- | ------------------ | ------ | ----------------------- |
| Shows               |                    |        |                         |
| 21 de Junho de 1997 | Rio de Janeiro     | Brasil | Metropolitan            |
| 22 de Junho de 1997 | Rio de Janeiro     | Brasil | Metropolitan            |
| 28 de Junho de 1997 | São Paulo          | Brasil | Estádio da Portuguesa   |
| 29 de Junho de 1997 | Carapicuíba        | Brasil | Hipermercado Millo's    |
| 06 de Julho de 1997 | Juiz de Fora       | Brasil | Clube Tupynambás        |
| 12 de Julho de 1997 | Nova Iguaçu        | Brasil | Estádio Jânio Moraes    |
| 13 de Julho de 1997 | Ilha do Governador | Brasil | Estádio Luso Brasileiro |
| 26 de Julho de 1997 | Nova Friburgo      | Brasil | Estádio Eduardo Guinle  |

## Ficha Técnica
Elenco: Paquitas, You Can Dance, Gêmeas e Bombom

Assessoria de Imprensa: Mônica Muniz

Produção Executiva: Angela Mattos

Direção e Supervisão Geral: Marlene Mattos

Realização: Archyvo X e Xuxa Produções